# Blackout (film 2008)
Blackout è un thriller psicologico del 2008 diretto da Rigoberto Castañeda e interpretato da Amber Tamblyn, Aidan Gillen, Armie Hammer e Katie  Stuart.  È basato sul romanzo omonimo del romanziere italiano Gianluca Morozzi, sebbene il film si allontani dal materiale originale. La trama parla di tre persone, una delle quali è un serial killer, che sono intrappolate in un ascensore dopo un blackout.

## Trama
Tre sconosciuti (due uomini e una donna) si ritrovano in ascensore quando un'interruzione di corrente li lascia bloccati.  Uno dei due uomini ha appena perso la moglie. L'altro uomo ha appena avuto una colluttazione con il padre della sua ragazza.  La donna, ricoperta di sangue, è appena uscita dall'ospedale dopo avervi portato la nonna.
Il film si apre con Karl che visita la tomba di sua moglie.  La figlia di pochi anni si presenta con la cognata di Karl e giocano a Marco Polo per un po'.  L'uomo chiede a sua cognata di prendersi cura della figlia per un altro giorno in modo che possa sbrigare un'importante incombenza. Nel ritornare a casa, l'uomo resta bloccato in ascensore a causa del blackout.  Durante i diversi flashback lo vediamo scattare foto a una donna conosciuta in un bar e con cui si allontana in auto.
Claudia è una studentessa che vive con la nonna che la esorta sempre di rilassarsi e godersi la vita.  La storia si apre con Claudia coperta di sangue, che lascia l'ospedale per tornare a casa.  Entra nell'ascensore notando gli strani rumori che provoca.
Tommy all'inizio sembra un duro.  Viene prima mostrato mentre lascia la casa della sua ragazza sulla sua moto, poi entra nell'ascensore insieme a Karl e Claudia.  Quando Karl scatta la foto di Tommy, affermando di aver catturato l'immagine perfetta dell'angoscia, Tommy si spaventa e gli chiede di cancellarla.  Durante un flashback apprendiamo che è un ex tossicodipendente e ha litigato con il padre alcolizzato della sua ragazza.  Quando lui e Claudia iniziano a litigare, Karl li esorta a rimanere calmi.  Viene quindi mostrato Tommy mentre gioca con un coltello a farfalla, che successivamente usano per tenere aperta la porta dell'ascensore per la ventilazione.
Mentre Tommy esce dalla parte superiore dell'ascensore per cercare aiuto e mentre sta salendo la tromba Claudia torna indietro a quel giorno.  Lei e sua nonna stanno uscendo dall'edificio, un senzatetto le chiede dei soldi.  Sua nonna continua a camminare e fuori dallo schermo viene investita da un'auto.
Karl inizia a parlare della sua notte prima con una donna e che ha bisogno di ripulire l'appartamento prima che arrivi sua figlia.  Tommy, nel frattempo, cade dalla tromba atterrando rovinosamente sull'ascensore, rompendosi una gamba e facendo cadere l'ascensore di diversi piani.  Claudia inizia ad avere un leggero attacco d'asma, ma riesce a controllarlo.  Karl, un medico, aiuta con riluttanza a curare la gamba rotta di Tommy.  Claudia rivela di avere una bottiglia d'acqua, causando l'accusa di Karl di mantenere dei segreti.
Continuano i flashback. Tommy ricorda gli abusi subiti dalla ragazza e la colluttazione avuta con il padre, da qui la decisione di scappare insieme. Quando Tommy non si fa vedere, bloccato in ascensore, la ragazza va a cercarlo a casa. Non potendo prendere l'ascensore decide di usare le scale.  Karl diventa più ostile e inizia a fumare nonostante le suppliche di Claudia.  Nel frattempo, la ragazza di Tommy bussa alla sua porta, senza ricevere risposta.  Sente il gruppo che litiga ma non riesce a determinare da dove provenga il suono.  Nel bel mezzo della loro lotta, l'ascensore scivola ulteriormente, chiudendo la porta e costringendoli a rimanere calmi.  La ragazza di Tommy inizia a chiamarlo ma non sente nulla e se ne va.
Claudia poi torna con il pensiero a sua nonna morente che le aveva chiesto una foto di suo marito, spiegando così al gruppo perché sia tornata nell'edificio.  Karl si arrabbia quando scopre Claudia mangiare una barretta di cioccolato.  Le ruba l'inalatore, chiedendole di scambiarlo con quello che sta mangiando.  Lei obbedisce, ma lui trattiene il suo inalatore e schiaccia la gamba di Tommy, dichiarandosi leader e affermando in questo modo la sua posizione.
Karl torna con il flashback alla donna conosciuta al bar che ora si ritrova nella sua stanza.  La immobilizza, la tortura con un bisturi e aumentando il dolore cospargendo le ferite di sale, la violenta e la uccide per poi uscire lasciandola lì.  Karl rivela a Tommy che è un assassino mentre Claudia si è addormentata.  L'uomo teme che sua figlia scopra il corpo della ragazza una volta giunta nel suo appartamento con la zia.
Claudia si sveglia con un Karl che fuma e urina e chiede indietro il suo inalatore.  Karl ordina invece alla ragazza di uscire dallo sportello superiore dell'ascensore e attivare un allarme antincendio.  La costringe a farlo lanciando il suo inalatore in cima all'ascensore in modo che lei debba arrampicarsi per recuperarlo.  Una volta raggiunto l'allarme, l'inalatore le cade e si frantuma.  La sporgenza a cui è aggrappata crolla e lei cade nella gabbia dell'ascensore.
Karl è impazzito perché è consapevole che la figlia sia vicina a scoprire il suo macabro segreto. Attraverso i flashback, viene rivelato che sua moglie si è suicidata. Ormai fuori di sé rivela a entrambi di essere un assassino.  Karl distrae così i due con il flash del suo cellulare, pugnalando Tommy alla gola uccidendolo.
Claudia chiede pietà a Karl, cosa che lo fa ulteriormente impazzire.  Hanno una colluttazione, facendo scivolare l'ascensore in prossimità alla porta di un piano. Claudia che nel frattempo resiste ai colpi dell'uomo, apre le porte e inizia a uscire, ma Karl le pugnala le gambe.  Lo prende a calci e lui cade all'indietro.  Lei scappa mentre l'ascensore scivola di nuovo, recidendo il braccio di Karl.
Claudia è l'unica a salvarsi ma con il rammarico di aver fatto troppo tardi per consegnare la foto alla nonna ormai morta.